# Somonino (gmina)
Pour la localité, voir Somonino.
Somonino est une gmina rurale du powiat de Kartuzy, Poméranie, dans le nord de la Pologne. Son siège est le village de Somonino, qui se situe environ 7 km au sud de Kartuzy et 30 km à l'ouest de la capitale régionale Gdańsk.
La gmina couvre une superficie de 112,27 km2 pour une population de 11 204 habitants en 2022.

## Géographie
La gmina inclut les villages de Borcz, Borcz-Leśniczówka, Chylowa Huta, Dębowo, Egiertowo, Goręczyno, Graniczny Dwór, Hopowo, Jeknica, Kamela, Kaplica, Kolańska Huta, Koszowatka, Lisia Góra, Mały Dwór, Nowy Dwór, Ostowo, Ostrzyce, Patoka, Piotrowo, Połęczyno, Pstra Suka, Ramleje, Rąty, Rokitki, Rybaki, Sarni Dwór-Leśniczówka, Sarnówko, Sławki, Sławki Górne, Somonino, Stacja Wieżyca, Starkowa Huta, Stary Dwór, Trątkownica, Wyczechowo et Wyczechowo-Osady.
La gmina borde les gminy de Kartuzy, Kościerzyna, Nowa Karczma, Przywidz, Stężyca et Żukowo.